# Mokra Gora (Užice)
Mokra Gora (em cirílico: Мокра Гора) é uma vila da Sérvia localizada no município de Užice, pertencente ao distrito de Zlatibor, na região de Stari Vlah. A sua população era de 545 habitantes segundo o censo de 2011.

## Demografia
| 1948 | 1953 | 1961 | 1971 | 1981 | 1991 | 2002 | 2011 |
| ---- | ---- | ---- | ---- | ---- | ---- | ---- | ---- |
| 1398 | 1468 | 1310 | 1139 | 870  | 816  | 605  | 545  |